# Flatbush

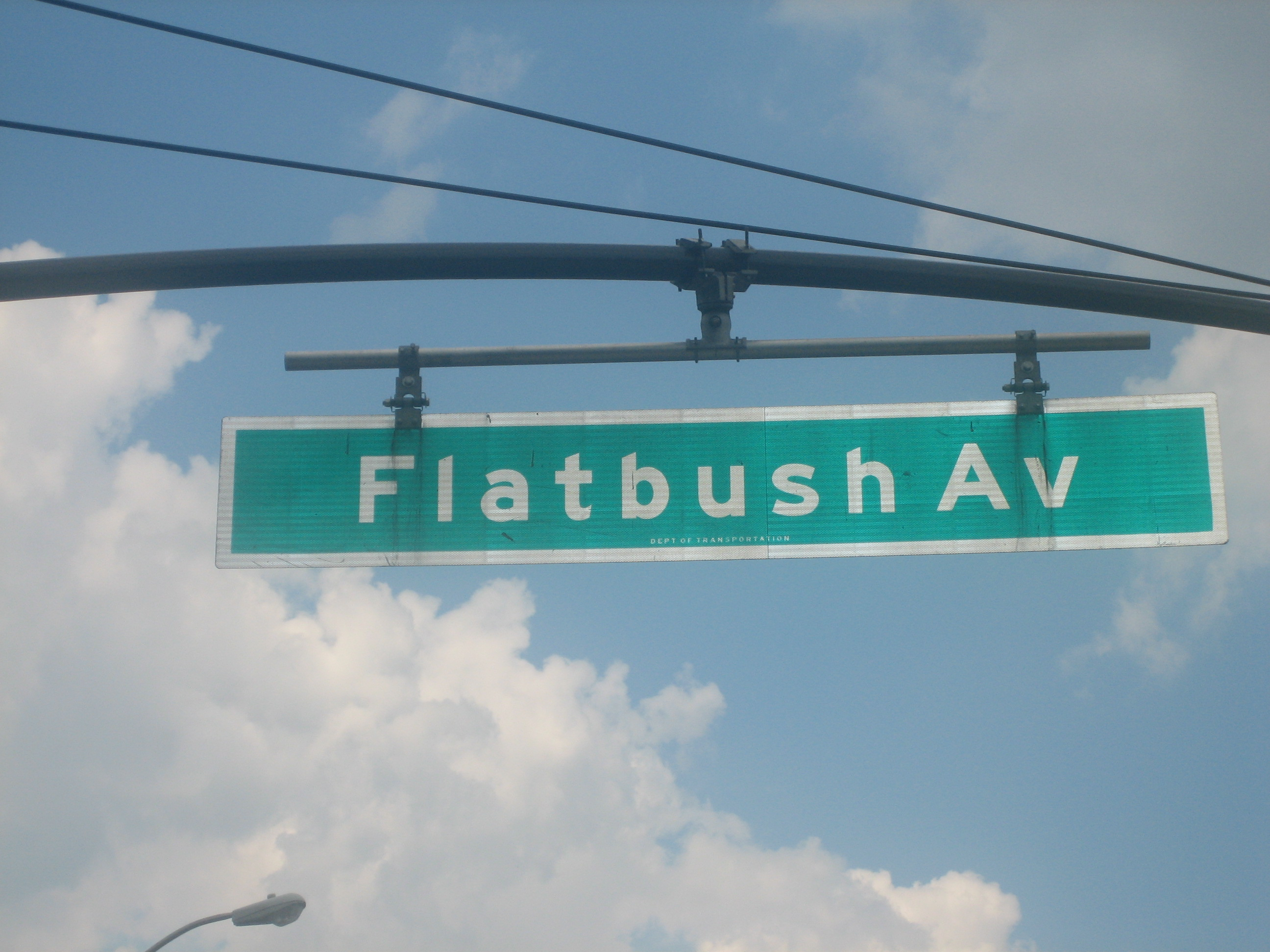
Indicazione per la strada Flatbush Avenue

Flatbush è un quartiere di New York City nel borough di Brooklyn. Creato nel 1651 da coloni olandesi, è suddiviso in diverse sottosezioni e ha una popolazione di 110.875 (censimento del 2010).
Flatbush in origine era una città, e i suoi ex confini, più grandi di quanto lo sia oggi il quartiere, scorrevano lungo il giardino botanico di Brooklyn.
All'interno del quartiere c'è il parco Prospect Park e il Brooklyn College.

## Etimologia
Il nome Flatbush è un calco dell'olandese Vlacke bos (vlacke o vlak, "piano"; "Flatbush" significa, "il ripiano degli arbusti" o "la pianura con arbusti"), chiamata quindi così per gli arbusti presenti sulla pianura.

## Trasporti
Il quartiere è servito dalla metropolitana di New York attraverso le stazioni di Sterling Street, Winthrop Street, Church Avenue, Beverly Road, Newkirk Avenue e Flatbush Avenue della linea IRT Nostrand Avenue (treni delle linee 2 e 5) e quelle di Prospect Park, Parkside Avenue, Church Avenue, Beverley Road, Cortelyou Road e Newkirk Plaza della linea BMT Brighton (treni delle linee B e Q).